# La nariz (cortometraje)
La nariz es una película de cortometraje  de Argentina filmada en colores dirigida por Alberto Giudice sobre su propio guion basado en el cuento homónimo de Nikolái Gógol. Este filme integró junto a otros tres cortometrajes de distintos directores la película De este pueblo que se estrenó el 28 de noviembre de 1985. Fue protagonizada por Modesto de San Vito y colaboró Liliana Mazure en la animación.

## Sinopsis
Un barbero trata de deshacerse de una nariz que encontró dentro de un pan, de la que luego averigua pertenece a un funcionario público.

## Comentarios
Jorge Abel Martín opinó en Tiempo Argentino:

«Entre el humor y el dolor…la ironía y el testimonio…es un válido ejercicio».